# Tresen+
『Tresen+』（トレセン・プラス）は、FMヨコハマにて2012年10月1日から2017年3月まで放送されていたラジオ番組である。この番組の後継として、『Tresen』 (15:00-19:00) が放送されている。

## 概要
- 音楽シーンの「今」をリアルタイムに、様々な企画とキャラクターで日本の夕方に元気を注入するべく、その日その時に合わせたパーソナリティやスタッフの思いつきの他では絶対に聴けないような企画をトレセナーと一緒につくっていくリスナー参加型番組。
- 2012年9月28日まで平日夜に放送されていたワイド番組「tre-sen」の後継番組である。
- リスナーのことを「トレセナー」と呼んている。
- 番組の核となるのは、Tresenデイリーチャート TOP 30である。
- 2016年4月1日より、金曜日の放送を「Tresen+ MJ」（トレセン・プラス・エムジェイ）としてリニューアルした。これは"Mitsukuni"と"Jungo"を意味する。かねがね光邦は「金曜日はじゅんごもプラス」とコメントしてきたがFMヨコハマが同日より始めた金曜日プログラムの特別化「Fヨコ FRIDAY EDITION」の一環で名称をいじっただけでやることは変わっていない。
- 2017年4月1日よりMORNING STEPSの後続番組ちょうどいいラジオを務めるため光邦が番組を卒業。アシスタントや代役として担当をしていた植松哲平が正式にレギュラーとして参加することとなり、番組名も「Tresen」へ変更することとなった。[※ 1][※ 2]

番組名の由来
下記の2つからのダブルネーミングとされている。
- - 「とれたて+新鮮=とれせん」
  - 「Trend+Sensitive（世の中の動きに敏感に反応する）=Tresen」

番組の決め台詞
- 「覇魂!」（バッコン）
  - 制覇の「覇」に「魂」と書く、番組オリジナルの気合の言葉。
  - tre-sen時代より使用している。
- 年に一度行われる鉄道王決定戦決勝の放送では「トレイン専門」の番組と名乗る。

## 放送時間
- 2013年4月 - 2017年3月 
月 - 金曜 16:00 - 20:00[※ 3]

## 出演者・スタッフ

### パーソナリティ
メインパーソナリティ
- 光邦 （放送開始〜2017年3月31日まで）

アシスタントパーソナリティ
- のりこのりこのりこ（水曜日・番組スタッフ）
- じゅんご （金曜日） - 『tre-sen』時代は木曜のコーナーMCであったが、『プラス』リニューアル時に金曜アシスタントに昇格。『+MJ』からは実質のツートップ。

レポーター
- 岡本さくら(神奈川おでかけグルメレポート、フィッシング相模屋など)
- 植松哲平 （2017年4月1日からメインパーソナリティへ）

### スタッフ
時折出演する事がある。50音順
- おぐり
- かなやん(ミキサー)
- きなっち（市川喜納蔵）
- さんぺいちゃん（金曜日担当ミキサー）
- 七里ヶ浜（水曜日担当ディレクター）

立教大卒。
よく光邦からいじられ、都合が悪くなるとすかさずBGMを投入する。
曲紹介5～15秒前になると『機動戦士ガンダム』の「ニュータイプきらめき音」のSEと「窮地に立つガンダム」のBGMを続けざまに投入、光邦、のりこにプレッシャーを与える。
- しゅりちゃん

慶大卒、O型、卒業。
- ジン
- せいしろう（番組公式ブログ更新担当）

山梨出身、卒業。
- タイロン
- ダースベイD（月曜日担当ディレクター）
- のりこのりこのりこ（野村典子・水曜日アシスタントパーソナリティ）

神戸出身、A型
別名：大便寺さん（ベランダ事件）、ノリペッツ、のりこモラレス。
- めがねメタル（木曜日担当ディレクター）

プロレス好き。

## タイムテーブル
- 大半のコーナーは『tre-sen』から、一部は『Re:wind』から引き継ぐ。
- 番組終了後、※のコーナーは『Tresen』でも継続、☆のコーナーは『ちょうどいいラジオ』に移動（放送形態が変わったものを含む）。

2016年10月現在。
| 時間  | 月曜日                                  | 火曜日                                  | 水曜日 | 木曜日                                  | 金曜日                                  |
| ----- | --------------------------------------- | --------------------------------------- | --- | --------------------------------------- | --------------------------------------- |
| 16:00 | オープニング・当日のテーマの発表        | オープニング・当日のテーマの発表        | オープニング・当日のテーマの発表                                                                                             | オープニング・当日のテーマの発表        | オープニング・当日のテーマの発表        |
| 16:18 | FM yokohama TRAFFIC REPORT              | FM yokohama TRAFFIC REPORT              | FM yokohama TRAFFIC REPORT                                                                                                   | FM yokohama TRAFFIC REPORT              | FM yokohama TRAFFIC REPORT              |
| 16:20 | FMヨコハマラジオショッピング            | FMヨコハマラジオショッピング            | FMヨコハマラジオショッピング                                                                                                 | FMヨコハマラジオショッピング            | FMヨコハマラジオショッピング            |
| 16:20 | 熊谷章洋                                | 熊谷章洋                                | 房みどり | 都聖蓮                                  | 小林アナ                                |
| 16:22 | Today's Billboard Japan Site News       | Today's Billboard Japan Site News       | Today's Billboard Japan Site News                                                                                            | Today's Billboard Japan Site News       | Today's Billboard Japan Site News       |
| 16:25 | お天気マシン                            | お天気マシン                            | お天気マシン | お天気マシン                            | お天気マシン                            |
| 16:35 | Tresenデイリーチャート TOP 30 30 ― 21位 | Tresenデイリーチャート TOP 30 30 ― 21位 | | Tresenデイリーチャート TOP 30 30 ― 21位 | Tresenデイリーチャート TOP 30 30 ― 21位 |
| 16:45 | FM yokohama TRAFFIC REPORT              | FM yokohama TRAFFIC REPORT              | FM yokohama TRAFFIC REPORT                                                                                                   | FM yokohama TRAFFIC REPORT              | FM yokohama TRAFFIC REPORT              |
| 16:50 | はぴねすくらぶ ラジオショッピング       | はぴねすくらぶ ラジオショッピング       | はぴねすくらぶ ラジオショッピング                                                                                            | はぴねすくらぶ ラジオショッピング       | はぴねすくらぶ ラジオショッピング       |
| 17:00 |                                         |                                         | |                                         | 佐々木旧作                              |
| 17:10 | Tresenデイリーチャート TOP 30 20 ― 11位 | Tresenデイリーチャート TOP 30 20 ― 11位 | Tresenデイリーチャート TOP 30 30 ― 21位                                                                                      | Tresenデイリーチャート TOP 30 20 ― 11位 | Tresenデイリーチャート TOP 30 20 ― 11位 |
| 17:18 | FM yokohama HEADLINE NEWS               | FM yokohama HEADLINE NEWS               | FM yokohama HEADLINE NEWS | FM yokohama HEADLINE NEWS               | FM yokohama HEADLINE NEWS               |
| 17:20 | FM yokohama TRAFFIC REPORT              | FM yokohama TRAFFIC REPORT              | FM yokohama TRAFFIC REPORT                                                                                                   | FM yokohama TRAFFIC REPORT              | FM yokohama TRAFFIC REPORT              |
| 17:26 |                                         | 覇魂！F・マリノス同好会                 | 【第2・4週】 DJ光邦と司法書士の 【スマイル“法”You (神奈川県司法書士会) 【第3週】 ドクターDの 歯っぴぃ噛ムかむ (篠原歯科医院) |                                         |                                         |
| 17:36 |                                         |                                         | 【月1回】 横浜ブルク13 presents ノンタイトル13                                                                               | アイダ設計 Presents 暮らしのアメニティ  | アクア21 覇魂！部屋さがし！             |
| 17:40 |                                         |                                         | Tresenデイリーチャート TOP 30 20 ― 11位                                                                                      |                                         |                                         |
| 17:57 | FM yokohama TRAFFIC REPORT              | FM yokohama TRAFFIC REPORT              | FM yokohama TRAFFIC REPORT                                                                                                   | FM yokohama TRAFFIC REPORT              | FM yokohama TRAFFIC REPORT              |
| 18:00 | ゲストコーナー                          | ゲストコーナー                          | ゲストコーナー | ゲストコーナー                          | ゲストコーナー                          |
| 18:22 | FM yokohama TRAFFIC REPORT              | FM yokohama TRAFFIC REPORT              | FM yokohama TRAFFIC REPORT                                                                                                   | FM yokohama TRAFFIC REPORT              | FM yokohama TRAFFIC REPORT              |
| 18:24 | FM yokohama NEWS&WHETHER INFORMATION    | FM yokohama NEWS&WHETHER INFORMATION    | FM yokohama NEWS&WHETHER INFORMATION                                                                                         | FM yokohama NEWS&WHETHER INFORMATION    | FM yokohama NEWS&WHETHER INFORMATION    |
| 18:30 | Tresenデイリーチャート TOP 30 10 ― 4位  | Tresenデイリーチャート TOP 30 10 ― 4位  | Tresenデイリーチャート TOP 30 10 ― 4位                                                                                       | Tresenデイリーチャート TOP 30 10 ― 4位  | Tresenデイリーチャート TOP 30 10 ― 4位  |
| 18:40 | FM yokohama TRAFFIC REPORT              | FM yokohama TRAFFIC REPORT              | FM yokohama TRAFFIC REPORT                                                                                                   | FM yokohama TRAFFIC REPORT              | FM yokohama TRAFFIC REPORT              |
| 18:43 | ラジオショッピング                      | ラジオショッピング                      | ラジオショッピング | ラジオショッピング                      | ラジオショッピング                      |
| 18:50 | Tresenデイリーチャート TOP 30 3 ― 1位   |                                         | |                                         |                                         |
| 18:55 | 気合注入、バッコン!                     | 気合注入、バッコン!                     | 気合注入、バッコン! | 気合注入、バッコン!                     | 気合注入、バッコン!                     |
| 19:00 | 神奈川特色ゼミナール                    | SUV LAND presents なーるほど・ザ・SUV   | |                                         |                                         |
| 19:10 | 神奈川特色ゼミナール                    | Tresenデイリーチャート TOP 30 3 ― 1位   | | Tresenデイリーチャート TOP 30 3 ― 1位   | Tresenデイリーチャート TOP 30 3 ― 1位   |
| 19:15 | FMヨコハマラジオショッピング            | FMヨコハマラジオショッピング            | FMヨコハマラジオショッピング                                                                                                 | FMヨコハマラジオショッピング            | FMヨコハマラジオショッピング            |
| 19:17 | FM yokohama NEWS&WHETHER INFORMATION    | FM yokohama NEWS&WHETHER INFORMATION    | FM yokohama NEWS&WHETHER INFORMATION                                                                                         | FM yokohama NEWS&WHETHER INFORMATION    | FM yokohama NEWS&WHETHER INFORMATION    |
| 19:20 | トレセンバラエティ                      | トレセンバラエティ                      | トレセンバラエティ | トレセンバラエティ                      | トレセンバラエティ                      |
| 19:20 | IMA Berry Good                          | 進め！お宝調査隊                        | ACT A FOOL！！！ | あなたにあえてよかった                  | おれん家へようこそ!                     |
| 19:20 | IMALU                                   | 吉村民                                  | 日高光啓（AAA） | 北村年子                                | ReN                                     |
| 19:41 | FM yokohama TRAFFIC REPORT              | FM yokohama TRAFFIC REPORT              | FM yokohama TRAFFIC REPORT                                                                                                   | FM yokohama TRAFFIC REPORT              | FM yokohama TRAFFIC REPORT              |
| 19:45 |                                         |                                         | Tresenデイリーチャート TOP 30 3 ― 1位 水曜ダービー 結果発表                                                                  |                                         |                                         |
|       | エンディング                            |                                         | |                                         |                                         |

### Tresenデイリーチャート TOP 30
独自の音楽ヒットチャートを毎日放送している。このチャートは、タワーレコード・横浜ビブレ店のCDセールスデータ、やエアプレイ、iTunes Store、プランテック 調査による、首都圏のラジオオンエアチャート、リスナーのリクエストを集計して作成される。未発売曲がランクインすることもあり、特に新曲発売日に当たる水曜日は順位の変動が激しいのが特徴。
- 30位発表前は、前日（月曜日は前週金曜日）のTOP10をフラッシュで振り返る。
- 10曲ずつカウントダウンした後、ニューエントリー曲や注目曲をピックアップしてオンエア
- TOP3は全てオンエアされる
- 時間の関係上、フルコーラス掛かることは無い
- 放送終了後、番組ブログのランキングが更新される

#### Tresen+ 水曜ダービー
水曜日に実施される、トレセナー参加型のデイリーチャートのランキング予想クイズ。
水曜日に開催されるのは、Tresenデイリーチャート TOP 30が、新曲が発売される水曜日に大きく変動する特徴があるためである。
毎週水曜日のデイリーチャートの1位から3位を競馬の「三連単」方式で予想する。
- アーティストは馬に見立てられ、出走馬（上位ランクインが予想されるアーティスト）7枠分と、「トレセンジョーカー」（それ以外のアーティストを予想する場合に使用）の計8枠が用意される。
- この8枠は、火曜日の放送終了時に番組ブログにて掲載される競馬新聞「週刊トレスポ」で発表される。
- この「週刊トレスポ」をもとに、「予想屋陣」（光邦、ダースベーD、市川喜納蔵、しゅりちゃん、おぐり、のりペッツ、タイロン）が水曜日のデイリーチャートの1位～3位（三連単）を予想する。
- トレセナーは「週刊トレスポ」や予想屋陣の予想を参考に、自分の予想を火曜日の放送終了後～水曜日の17時までに、番組専用応募フォーム、メール、ファックスのいずれかで応募する。
- 三連単を的中させたトレセナーの中から1名に3,000円分の「おこめ券」がプレゼントされる。「予想屋」全員の予想が外れた場合は、「おこめ券」の額面は倍増。的中したトレセナーがいなかった場合、「おこめ券」は翌週にキャリーオーバーされる。

#### ハンドインハンドリクエスト
毎月11日はチャートの代わりに「ハンドインハンドリクエスト」を放送している。リクエストテーマが決められ、そのテーマでトレセナーからリクエストされた曲がオンエアされる。

### コーナー
帯コーナー
- オープニング - 「○月○日○曜日4時です、全国の○○さん！「おつかれ〜、JAPAN!」」と光邦が叫んでいる。
- 16:22 - Today's Billboard Japan Site News

Tresenデイリーチャートの要となる「首都圏FMオンエアデータ」を集計し、「Billboard Japan Site」を運営するプランテックの最新音楽ニュース。
- 16:25 - お天気マシン

関東圏内の雨雲のリアルタイム情報を発信、ドライバーへのヘッドライトの点灯などを促したりする。天候によっては番組開始直後に前倒しされたり、16:25以外の時間にも行う事がある。
- 18:00 - ゲストコーナー※

日替わりでミュージシャンが登場し、光邦とトーク。先ずはゲストに記者会見風に近況報告などを「重大発表」と称し言わせてから自己紹介、時間いっぱいまでインタビューする、tre-sen時代にあったお絵描きコーナーは無くなり、どんぐりころころのBGMが流れるとコーナー終了となる。
- 18:43 - ラジオショッピング※

メディエーター、やずやなどがオススメ商品を紹介。
- 18:55 - 気合注入、バッコン!

光邦（水曜日はのりこ、金曜日はじゅんごも）が気合注入の言霊「覇魂!」をメッセージに乗せて言っていく。
- 19:20 - トレセンバラエティ

（月）IMA Berry Good - IMALU
2010年9月から前コーナーをリニューアルする形で開始した、IMALUが最近の出来事を話したりトレセナーの質問や相談、リクエスト曲を紹介したりする「IMA（今）を楽しめるような番組」をトレセナーと一緒に作る、リスナー参加型コーナー。生放送。
（火）本郷美術骨董館 Presents 進め！お宝調査隊 - 吉村民
光邦をリーダーに結成した「トレセンお宝調査隊」が、神奈川県内に眠るお宝を調査するもの。
（水）ACT A FOOL!!!※ - 日高光啓（AAA）
日高が毎回ヒップホップ系アーティストをゲストに招き本音でトークする。原則収録。
（木）あなたにあえてよかった☆ - 北村年子
ノンフィクション作家の通称ネンコさんがトレセナーから寄せられた悩みや、社会問題などをゲストなどを招き語っていくコーナー。原則生放送（まれに収録あり）
（金）おれん家へようこそ!※ - ReN
東京、横浜を中心に活動するシンガーソングライターReNがお届けする、ギター1本での生演奏を始め、リスナーと共にアットホームな雰囲気でお届けするコーナー。原則生放送（まれに収録あり）
曜日コーナー
- 17:00 - 
  - 佐々木旧作※（金）

じゅんご扮する自称映画評論家の佐々木旧作先生が、おすすめの旧作・準新作の映画を紹介するコーナー。
- 17:26 -
  - 覇魂！F・マリノス同好会※☆（火）

Jリーグ開催時のみの放送。マリノスホームゲームのスタジアムDJでもある光邦が、ファンからのメッセージやマリノスの最新情報などを伝える
「覇魂F・マリノス同好会会員証」が、毎週抽選で5名にプレゼントされる。
- - DJ光邦と司法書士のスマイル“法”You（第2・4週、水）

諸事情により前担当番組からTresen+に引っ越して来た、司法書士クイズの時間にはシンキングタイムに美川憲一のさそり座の女が必ず流れる
- - ドクターDの歯っぴぃ噛ムかむ☆（第3週、水）
- 17:36 - 
  - 横浜ブルク13 presents ノンタイトル13※（月1回・水）

映画をこよなく愛するノンタイトルがオススメの映画を紹介、ネタバレを防ぐ為に「タイトルを言わずに映画説明をする」という掟を自分に架しているが毎回うっかり言ってしまう。
- - アイダ設計 Presents 暮らしのアメニティ（木）

住まいや暮らしにまつわるクイズを出題、住まいにまつわる質問も受け付けている
- - アクア21 覇魂！部屋さがし！（金）

光邦が東急東横線沿線の街へ行き、住みたい物件を探していくコーナー
- 19:00 - 
  - 神奈川特色ゼミナール ※（月）

説明は「その他」を参照。
- - SUV LAND presents なーるほど・ザ・SUV ※（火）

SUVの魅力を伝えるコーナー
その他コーナー
- 神奈川特色ゼミナール

大人のおしりとりの時間枠で2014/4/1から始まった
2013年度から神奈川県公立高校の入試制度が変わり、一部の高校で導入されはじめた入試科目「特色検査」を知ってもらう為、湘南ゼミナールより特別講師の金澤浩先生を招き、毎週出される問題の攻略のポイントを受験生も、そうじゃないトレセナーも共に、頭の体操に、マジメに楽しく、考えるコーナー
月曜日の放送終了時に次週の問題が出題される、次週問題の回答締め切りは木曜日20時迄、これはじゅんごのいる金曜日に収録を行っているからで、番組ブログの金曜日のゲストコーナーと次週火曜日の神奈川特色ゼミナールに写っているじゅんごの服装が同じ事と、ゼミナール開始前に行われる覇魂注入時に「ばっこーん！」「ティンボース！」「やめてよ！」などのじゅんごの声が流れるが全てSEである事からも明らかである（基本収録）。
- トレ電

トレセンに常備されている、アーティスト専用の留守番電話
主にゲストコーナーに出演出来ないアーティストが使う
メッセージがある時だけデイリーチャート発表中などに流れる。
- トレ電大開放

トレセナーが自身の声や、誰かに伝えたいメッセージを光邦のガイダンスに従い留守番電話に吹き込むとランダムでオンエアに乗る
愛の告白などは事前に時間指定のメッセージを送っておけば融通を利かせてくれる事もある
開放期間は不定期でランダム、大概の場合は一週間程度、スペシャルウィークに開放される事が多い。
- お天気マシン

首都圏の今現在の雨雲の様子などを見られるマシン、光邦の「お天気マシンGO!!!」のかけ声と共に起動する、謎のマシン
日曜日、昼間の番組『Lucky me』の番組終了間際に飛び入り参加した際にお天気マシンを起動すると、DJのケーナから「トレセン色にするのやめて」と声があがった。
- おぐりカルチャー

スタッフのおぐりが気になったアーティストを紹介。不定期で放送。
- 文教大学 Fヨコサマーキャンパス（夏季に放送・水）

キャンパスライフをおくる学生をスタジオに招いて話を伺っていくコーナー

## メッセージテーマ
メッセージテーマは番組開始前の会議により決定し、番組開始前には番組公式ブログ（15時10分～）や番宣（15時30分頃）でトレセナーに知らされる、前の番組を全く聞いていないトレセナーはブログでしかメッセージテーマを確認する手段が無い為、15時過ぎからトレセン公式ブログの閲覧ランキングは怒涛の急上昇をする。まれにスタッフのりこがだだをこね「メッセージテーマを決めるのが遅くなった」と光邦がのりこに絡むくだりがある。スペシャルウィーク時のみ5日分のメッセージテーマが決まっている時があり、一気に発表される。

### レギュラーテーマ
何度もテーマとして使われている。
- 違いのわかる男、じゅんごさんに聞いてみよう

トレセナーが日々抱えている疑問や悩み、質問などをじゅんごに聞いていく
じゅんごのいる金曜日に行われる
コーナーBGMは八木正生の「目覚め～ネスカフェゴールドブレンドのテーマ」である。
- 珍、世界の七不思議

数は明らかに七つを超え、なかには学術的に、技術的に証明済みのものも含まれる、MVPに選ばれると過去の七不思議に追加されてゆく。
- 愛すべきバカやろー達

様々な○○バカの定義を考え、送ってもらう。
- こんな○○は嫌だ！

人気メッセージテーマ、森羅万象あらゆるものの嫌な理由をおもしろおかしく、時に真面目にトレセナーに考えてもらう。
- 名付けましょう！

名称や愛称を募集しているマスコットや動物の名前を投稿してもらい、MVPに選ばれると、スタッフによって実際に投票される。
- ○○を考えよう

「名付けましょう」と似ているが、こちらは妄想がメイン、ゲストコーナーや世間で話題のモノや人が題材になる。
- ○○で遊ぼう

なんの変哲もない語句で遊んでしまう
「シモ」や「ガチ」などの二文字のカタカナが好まれ、よく使われる。
- 森羅万象

森羅万象なんでも良い、フリーメッセージ。「なんか話したい事」とは区別される。

### 特定日のテーマ
毎月一回または年一回、特定の日に開催されるテーマ
- ハンドインハンドリクエストday

毎月11日
この日はデイリーチャートをお休みしてトレセナーからのリクエスト曲で番組を構成する
リクエスト曲に縛りをつける事が多く、大概の場合メッセージテーマに対局のリクエスト曲募集となる
例)メッセージテーマ「不幸な話」の場合「ハッピーな曲」募集となる。
- ふみせん

毎月23日
手書きの良さを再発見しよう！をモットーに郵便ハガキやFAXのみでメッセージを募集している
ただし、トレセン水曜ダービー、覇魂リクエストとトレセンバラエティーへのメッセージはその限りでは無い。
2015年からは休止中。
- カミハンキンポー

上半期最終日、6月末日または7月初週に行われる、上半期の報告をするといったテーマ。
- シモハンキンポー

下半期最初の週を「シモウィーク」と称し、「シモ」という言葉を使ったテーマで、一週間番組が展開される。
- 鉄道王決定戦決勝

毎年10月14日の「鉄道の日」前後に行われるtre-sen時代から続く人気番組
1ヶ月前の9月半ばから、書類審査を経て公開予選会を電話で行い、その中から6人前後の鉄道を愛する猛者達が本戦に出場出来る。
詳細はトレセン鉄道王決定戦を参照。
- 宮澤光邦アワー

毎年12月31日(大晦日)に放送される
複数のメッセージテーマが用意されており、トレセナーは何に投稿してもよい
この日もデイリーチャートはお休みし、トレセナーのリクエストにより曲が構成される。

## その他メッセージ
- 今さっきの話

今でもないさっきでもない、今さっきの話
いわゆるフリーメッセージは件名に「今さっきの話」と入れて送る。
- なんか話したい事

不定期で年間で数回行われる、メッセージテーマ自体がフリーメッセージの日である、上記の今さっきの話との併用も可能。
- オブラさん

光邦がニュースキャスター風の「オブラさん」に扮し、トレセナーからの愚痴、不満、誰かに言いたいことなどをオブラートに包んで紹介する。
オブラートに包みきれないような過激なメッセージを読むと「オブラ汗」をかく。
- あえて言おう[※ 5]

機動戦士ガンダム・ギレンの台詞 「あえて言おう、カスであると」にならって、誰もが知っている当たり前の事をあえて送ってもらい、あえて言うコーナー
メッセージが読まれた後は、ジオン兵達の掛け声である 「ジーク・ジオン、ジーク・ジオン」 と叫ぶ。
- 満開

2014/4/1「危ない満開トーク」というメッセージテーマの際、放送禁止用語やアダルトなワード、あるいは法に触れるような行為までも「満開」に置き換え、本来放送に乗せられないようなダークなメッセージも読めるようにする、新手のテクニック。以降、毎年4月最初の放送で「満開トーク」が定番化した。
企画の趣旨としてはオブラさんに近いが、満開とさえ言い換えればいい為、トレセナーだけにとどまらずゲストアーティストへの浸透も早かった。他のテーマ時のメッセージでも怪しい言葉を「満開」としているなど、汎用性も高いようである。

## 名言
トレセナーの投稿やそれからインスピレーションを得た光邦やスタッフが放った名言、時には番組の枠を超えてトレセナーによって使用される事もある。
- じはだサドル

2013/10/3(木)のメッセージテーマ
「濁点半濁点で遊ぼう～プラマイドット～」時に
光邦の事務所の後輩でもある柴田聡にトレセナーが濁点を付け替えて「じはだサドル」と命名しMVPに選ばれ、柴田自身の番組でも「じはだ」さんと呼ばれるようになった。
- ヒヤカーシー

2015年9月23日行われたTresen+公開生放送で牧師である父の転勤で幼少期、各地を転々として過ごした柴田聡を“各地を冷やかして回ってる“という意味とかけて名付けられたら。
- 走れメロス

メッセージテーマ「○○で遊ぼう」時に
走れメロスの「走れ」の部分を「○○」の言葉に入れ替えると、面白い事がトレセナーの投稿により発覚し、光邦に非常に気に入られている
「シモれメロス」「ぱしれメロス」などがある。
- オティンタス

男性器の抽象的表現
過去には一般的な「息子」や「バベルの塔」「トーテムポール」「松茸」などの表現がトレセナーによってなされたがどれも長続きしなかった、しかし、オティンタスに対し光邦は「惑星オティンタスという映画が出来そう！」と気に入り定着した。
- セベラギ（さん、君）

tre-sen時代からじゅんごがトークの中で使う架空の人物の名前、由来についてはハッキリしていないが、じゅんご曰わく「困ったらセベラギさん」と言うように、トークが乗らなかったり、深刻な話をする際に用いる事で、場を和ませたりトークを盛り上げるきっかけ作りが出来る
たとえ話や神奈川特色ゼミナールでの例題の人物名に使われる。
- ひぐちジョー

「非常口の人」や「非常口のマーク」と呼ばれているピクトグラムのトレセン的愛称、一般的にはピクト君、ピクトくん、ピクトさんなどと呼ばれている。
- タカタさん

工事現場の看板でお辞儀をしているイラストの人物のトレセン的愛称、2013/8/27にゲスト出演したMAXのニューシングルTacataに因んで行われたメッセージテーマ「Tacata′って何!!??」にてトレセナーによって名付けられた、一般的にはオジギビトと呼ばれている。
- シバル

柴田聡のトレセン的略称、常々「しばたさとるって言いにくい」と語っている光邦によってつけられた。
- バルー

柴田聡のトレセン的最略称、IMALUの愛犬でメスのコーギー「バルーちゃん」に因んでつけられた。
- ピンポイント野郎

街角レポーター藤田優一のトレセン的愛称、主に光邦とじゅんごが使う。
- ピンコパンサー

tre-sen時代から使われている、ズボンのチャックが全開な様。いわゆる「社会の窓があいている」状態をトレセン的に言ったもの。男女共に使用可能。
- シモは人を裏切らない・人はシモを裏切らない

番組終了間際に光邦が発言したキラーパスを受けて後番組のBPM2022の鈴木裕介が放った言葉。深い意味について裕介の口から語られた事は無い。
- 蝉ファイナル（せみファイナル）

夏の中旬から終わりにかけてよく見られる、仰向けになって足を開き’’瀕死’’状態の蝉と、仰向けになって足を閉じ’’死亡’’している蝉の総称
SNSなどで使われていたのをトレセナーがネタ使いし、光邦がよく使うようになった。
- 綾瀬バス停

小惑星探査機はやぶさ二号が向かっている「小惑星1999JU3」のトレセン的愛称。
- カサカサ葛西

お天気マシンを開いた際に光邦が放った言葉、雨が降っておらず空気が乾燥している時に使われる
「空気が（カサカサ）しているので（火災）に注意して下さい」という意味合いも持つ。
- 見えてる範囲は大丈夫です

お天気マシンを開いた際に光邦が放った言葉、この場合の「見えている範囲」とはスタジオから見える空ではなく、お天気マシンの画面上の事である、大丈夫の部分を無問題（もうまんたい）や快適と言い換えたりする。
- べらんちょ

じゅんごの出囃で「べらんちょ！じゅんごです。」のように使う
元々はじゅんごの持ちネタであるファニーミュージックの締めに歌う小唄の「べらんちょっちょっちょべらんちょ」である、べらんちょの意味についてじゅんごは、自らのオールナイトイベントで「脱糞をドリブルする音」と表現していて、直接的に何かを意味するというより、じゅんごなりに擬音化したもののようである、じゅんごの他には神奈川グルメレポートの岡本さくらが本人からネタの使用を許可されており、じゅんごと同じく出囃に使ったり「アロハ」のように挨拶変わりに使ったりする。
- ティンボース

STAP細胞のように何にでもなれる、流動的な意味を持ち名詞としてだけではなく、挨拶や感嘆符、動詞（主に五段活用動詞やラ行変格活用を用いる）などに使う事が出来、非常に高いポテンシャルを持つ言葉、じゅんごが出囃で使う他、岡本さくらがレポート開始時の光邦からのフリ「お疲れJAPAN＆ティンボース」の返事として使用。
- んーんーんーんーエイドリア～ン

シルベスタースタローン主演の『ランボー1』で、傷を麻酔無しで縫う際にランボーが痛みに耐える「んーんーんーんー」という声と、『ロッキー』で主人公のロッキー・バルボアが勝利を勝ち取った際に恋人のエイドリアンに向かって叫んだ「エイドリア～ン！」を組み合わせたかけ声でランボーの話題が出た際に光邦やじゅんごが発する。
- 三種のじゅんご

相づち「分かる」「大事」「大丈夫」の総称、25歳頃モテ期を迎えたじゅんごが「器の大きい人間」を目指した結果、多用していた相づち。
- 芋けんぴ髪についてたよ

カオスな少女漫画『芋けんぴは恋を呼ぶ』（『Sho-Comi』2010年2号に掲載）杉しっぽ作に出てくる台詞
スペシャルウィーク中のミスターヴォイスコレクションで初代優勝者のRNタコが光邦から言うように指示された言葉。
- ラキミンゴ

Fヨコ日曜午後のワイド番組「Lucky Me」パーソナリティであるKANAの名刺やLucky Meのステッカーにデザインされたフラミンゴのトレセン的愛称。水平線上に立っている、隣に並んでいるヨットの倍以上の全長があるなどの驚きの特徴を持つ。

## 出来事
- もやしナイツ

ラジオネーム・もやしナイツは光邦の事であり、他番組に個人として投稿する際に使われる。
- tre-sen時代からBGMやジングルが大幅に変更

変更当初、上手くトークのリズムに乗り切れず、光邦自身が「トークが乗らない！」とダメ出しすることが多いが、そのなかでも栗コーダーカルテットのピタゴラスイッチ、Country March、やる気のないダースベイダーのテーマ（帝国のテーマ）、GRANDPAPA,S ELEVEN MONTHなどはレギュラーメッセージテーマのBGMによく使用される。
- 19時の時報

tre-sen時代に存在した、時報後に「9時」を知らせるジングルからファットボーイ・スリムの「Weapon of choice」のアレンジによるBGMにつながる流れは、冒頭部分で光邦が「10～～～～～～!!!!!!」と叫ぶことで、「19時」の意味合いを持たせ、一部曜日で（現在は金曜日）7時の時報後に使われている。
- カルメンでメニュー紹介

じゅんごは、放送冒頭の当日メニュー紹介時に合いの手を入れていたが、新しくオペラ『カルメン』第1幕の前奏曲調のBGMに変わり、苦笑しながら、「入っていけないじゃん！」と繰り返していた
なお、火曜日のメニュー紹介時のみ途中でS,E,N,Sのベネチア国際映画祭グランプリのテーマ曲「非情城市」に切り替わり、陰陽師のような口調で光邦がメニュー紹介をしていた事がある。
- ラジオショッピング

「はぴねすくらぶラジオショッピング」の時間になると、光邦は本当に欲しいものがいっぱいらしく、ハイテンションになってしまう
「Fm yokohamaラジオショッピング」の時間になると、光邦自身が商品紹介を行い、スタッフが合いの手やそれに似せたSEを入れる。
- 光邦とミスターDJ

平日朝の番組MORNING STEPSのDJを勤める栗原治久は自らの番組中「昨日Tresen+でやってたコーナーいいよね」とライバルとして切磋琢磨する旨のコメントしたり、放送終了後の栗原とFM横浜に早く着き過ぎて打合せまで時間を持て余している光邦と軽食をしながら情報交換しているようで、光邦のプライベートな裏話を聞くことが出来る、また
2014/7/17(木)5:30～翌18(金)大黒パーキングで開催された『首都高×Fヨコ24時間ラジオ～ミスターDJ栗原治久の挑戦～』では、各番組に大黒パーキングから中継をつないでおり、Tresen+では前日に行われたメッセージテーマ「あえて言おう○○であると」にならい、栗原は中継冒頭の出囃で「あえて言おう！大黒は盛り上がっているということを」と言い、光邦はとっさに阿吽の息で「ジーク、ジオン、ジーク、ジオン」と合わせた。
- 光邦とドラクエ

2013/11/26自分の誕生日のトレセンオープニング時にドラクエで賢者が習得する魔法の習得レベルを年齢に見立て「モシャスを覚えました！」で始まった、ゲストトーク時もドラクエの話で盛り上がり過ぎて、曲の話をしなかった事も多々あり、光邦のドラクエ好きがうかがえる。
- 光邦とそうめん

2014/2/17～21迄行われたスペシャルウィークでは「生きてるそうめん揖保乃糸特級黒帯」(通称ブラックベルト)を毎日リスナープレゼントしていた、19日のメッセージテーマであった「そうめんのレシピ」で光邦は「すげー！うまそう！」を連呼し、番組前半は裏紙などにレシピをメモしていたようだが、後半になるとめんどくさくなったのか、紙がメモでいっぱいになってしまったのか「これコピーしといて」とADに渡す声が入っていた、2014/3/12の「財布の中身」というメッセージテーマの際、のりこに財布の中のレシートを見られ「やけに茗荷を買ってますね」とつっこまれており、光邦の食生活の一端が垣間見えた。
- トレセンマイケル

2014/4/4じゅんごがトレセナーからの質問になんでも答えるメッセージテーマの際、トレセナーから「なんでトレセンプラスになったのですか？」という質問を受け、トレセンプラス(仮)番組名会議の際「宮澤光邦アワー」や「トレセンマイケル」などの案がいくつか出され、トレセンマイケルを提案したのが上司だった為、ゼロ票ではまずいだろうと思ったじゅんごが一票投じ、合計三票で危うく僅差でトレセンマイケルになりかけた！と暴露した。
- チクリと通報

主に金曜日のサブパーソナリティをつとめるじゅんごと、光邦の事務所の後輩である柴田聡、植松哲平のトレセナーからの光邦への通報メッセージが届き、番組冒頭やフリーメッセージの枠で読まれる、じゅんごがパーソナリティをつとめるGod Bless Saturdayは、じゅんごがいる金曜日に必要とあらば、当日の番組録音を持ち出し公開反省会をする、テレビ局やAMラジオの場合は名前を出す事が多いが、FMラジオ局の場合は伏せられがち。
- キラーパス、クロスパス

番組終了間際に放送越しに次番組に投げかけられる質問や意見で
「 次はBPM2022鈴木裕介さんです」と光邦が番組紹介をする際にTresen+でその日行ったテーマに沿った話やエンディングで話した政治経済、世間の話題などを投げかける事が多々ある
2014/7/21には、神奈川グルメレポートで旬菜みのりファームでレポートを送った岡本が光邦にお土産で焼きトウモロコシを持参した、そのトウモロコシを持って光邦がBPM2022放送中に突然スタジオに乱入し、裕介に公開お土産おすそ分けを行い、裕介は「たまにはこういった番組同士の交流も大事ですよね！」とコメントしていた。
- 神ラジオネーム、悪魔ラジオネーム

2014/3/24メッセージテーマ「神憑った話」時にメッセージが読まれたトレセナーに光邦が神の名を授け、好評だった為、特定の日だけではなく日常的に神ラジオネームを授けるようになった、じゅんごには貧困の神という意味の「ヒンコーン」という神ネームが授けられた
じゅんごも同様に、悪魔ラジオネームをトレセナーに授けるよう光邦から言い渡され、2014/8/3の番宣ではLucky Me担当のDJのKANAに「ケーナグソクス」、EVENING BUZZの落合隼亮に「シュンスケンベン鬼」の悪魔ネームがそれぞれ贈名された。
- アンチ日本型バレンタインチョコ

バレンタインデーが近付くとトレセナーから悩みのメッセージが送られてくる事があり、光邦自身も高額なお返しありきの「義理チョコ」本来のバレンタインデーの意味合いから逸脱した「友チョコ」「逆チョコ」「自己チョコ」を嫌悪し『感謝はバレンタインデーでなくても出来る、その場で思った時に伝えればいい』という旨の発言をしている、また、チョコレートは日持ちがしないという理由から乾きモノを贈る事を推奨している。
- こんなはずじゃ無かった…

FM横浜の各番組パーソナリティを呼んで、番組紹介や裏話などを聞く期間限定番組「ラキミsummer Edition～MIC CHECK～」の2014/9/28（日）最終回に登場した光邦は「Tresen+はこんなはずじゃ無かった、担当番記者からアーティスト情報がバンバン入ってくる番組だったが、CDが売れず音楽業界が衰退の一途を辿ると共に、番組内容もバラエティー寄りにせざるを得なかった」と語った。
- こどもたち大フューチャー月間（2014/8/1～1ヶ月間）

夏休みに入った事もあり、こどもに焦点を集めた番組が構成された
「こどもダイヤル」2014/8/1～31（実質29日の金曜日迄だった）の期間、トレ電大開放を19歳迄のこどもに限定して行いメッセージを留守番電話に吹き込んでもらった
「ラジオDJ体験教室2014」2014/8/19（火）に中学生を対象に開催された
「スペシャルウィークパーソナリティー」2014/8/25(月)事前の書類審査と電話オーディションに合格した小中学生4人がスタジオに登場し、光邦と共に四時間放送した。
- お疲れレイディー月間（2014/10/1～1ヶ月間）

「なでしコール」開始当初から「ウーマンコール」「レイディーダイヤル」と二転三転したが途中で改名された2014/10/1～トレ電大開放を女性限定で行い、留守番電話にメッセージを吹き込んでもらった。
「女熱大陸」2014/10/20～10/25のスペシャルウィークにて、特殊な仕事、分野などで頑張っている女性に密着取材を行い情熱大陸をオマージュした番組を放送予定。
- FM Yokohama 30th Anniversary「待ってろ 横アリ！」～MUSICUBE AUDITION 2015 withVICTOR ENTOR ENTERTAINMENT in YOKOHAMA～（2015/4/1～）

FMヨコハマ開局30周年企画の一環として、次世代のアーティストを横浜の地から発信すべく行われる特別企画番組
特別選考委員・本間昭光（いきものがかり、ポルノグラフィティ等のプロデューサー）・島田昌典（aiko、秦基博を手掛ける）
協力、協賛・キューブ・ビクターエンタテインメント
グランプリ特典・2015/10からFMヨコハマでのレギュラー番組(トレセンバラエティ)獲得、2015/12/19(土)FMヨコハマアリーナ（横浜アリーナ）ビックライブイベントへいきものがかり、片平里菜、Wacci、ファンキー加藤(FUNKY MONKEY BABYS)と共に出演、キューブ及びビクターエンタテインメントの万全のバックアップのもとメジャーデビュー等があり、敗者復活戦から勝ち上がった旧twins（現在のThe Twinny!!）が優勝した。
- ラジ婚

「ラジオで結婚式」の略称、番組内でサプライズでパートナーに結婚式を味わってもらえるコーナー、電波に乗る特性上、音の出ない指輪の交換の代わりに三つのクイズで共通のキーワードを交換しあい互いの愛を確認する、また、人前結婚式の為トレセナーが承認者となりTwitterのリツイートやメールで結婚の承認を行う
今までに2015/6/9スペシャルウィーク（仕掛人の新郎スタジオ⇔新婦電話）と2015/9/23公開放送での式が執り行われた
入場時のBGMにはKEYSHIA COLEのLOVEが使用される。

## 鉄道王決定戦
tre-sen時代から続く人気番組である。
一般社団法人　日本民間放送連盟が選考する日本民間放送連盟賞（番組部門ラジオ生ワイド番組）で平成27年度優秀賞を受賞（第五回2014年10月13日放送分）
審査員に「ラジオの生命線ともいえる番組である」との評価もされた。
審査委員長・日本旅行作家協会 理事 野田隆
クイズ制作、監修・山川智也
協賛、協力・交通新聞社、JR各社、etc…

## 新春 常識王決定戦
一般常識から特色問題まで幅広く出題される。
リスナー代表者(一名)出場資格は小学生であること。
リスナーから一般常識問題を募集。
回答者はホワイトボード形式で回答。
番組は全体的に平成教育委員会をオマージュし、シンキングタイム時の「考え中」や「正解者に拍手！良できました良くできました」などの音声が使われる。
提供・湘南ゼミナール
解説、出題・光邦、特色検査特命講師金澤浩先生
- 2017/1/9(月)

第一回常識王決定戦決勝
優勝者・じゅんご
リスナー代表RNひーちゃん(小学6年生)、トミタ栞、NOBU!!!、じゅんごにより行われた、途中トミタ栞の父がTwitter上で答えを書き込みカンニングを疑われたが、radikoプレミアムのバッファの時間差を理由に免罪となった。

## 公開放送、公開収録
トレーニングステーション
通称トレステ、光邦がタモリに扮して進行する
『いつか本家ミュージックステーションに出演する時のトレーニング！』をコンセプトに行われるスペシャルライブイベント
tre-sen時代には2010/6/2の第一回スタジオ生放送と2010/8/8第二回、由比ヶ浜でのトレセン夏祭り公開収録の2回が行われた。

## コラボ

### コラボ番組企画
「週末の番組をTresen+がやったらどうなるか？」というコンセプトで構成される企画番組

### コラボスペシャル番組
トレセンバラエティーの四時間拡大スペシャル番組

## 競合番組
- GROOVE LINE Z（J-WAVE）
- GOGOMONZ（NACK5）

GOGOMONZは時間帯的には真裏のE-ne(FM横浜)が本来、競合番組にあたるはずだが全く相手にしていない。